# Адриана Йохана Хаанен
Адриана Йохана Хаанен, родена на 15 юни 1814 г. в Остерхаут, починала на 10 август 1895 г. в Остербек е нидерландска художничка на цветя и натюрморти.

## Биография
Адриана Хаанен е дъщеря на търговеца на художествени предмети, реставратор и жанров художник Каспарис Хаанен (1778 – 1849) и на Изабела Йохана Зангстер (1777 – 1846). Тя е едно от шест деца и втората дъщеря в семейството. Нейни братя и сестри, които също са оставили имената си в историята на изкуството, са художникът пейзажист Георг Гилис Хаанен George Gillis Haanen, художничката пейзажистка Елизабет Алида Хаанен и художникът пейзажист Ремигиус Адрианус Хаанен.
Адриана получава първоначалната си подготовка от баща си. Тя пребивава също в Утрехт, Оудеркерк аан де Амстел и в Остербек. Картините ѝ се излагат в Хага, Бремен, Париж, Антверпен, Брюксел, Виена и други градове. Адриана Хаанен рисува с водни и маслени бои.
През 1855 г. тя е приета в Arti et Amicitiae в Амстердам. Сюжетите ѝ са натюрморти, цветя, плодове, фигури и пейзажи. През 1870 г. построява къща в Остербек, където живее до края. Погребана е в гробището „St. Bernulphuskerk“ в Остербек.
Подписва произведенията си с „A. Haanen“, „Adriana Haanen“, монограмът ѝ е „AH“.
Някои от творбите ѝ се намират в амстердамските музеи: Историческия музей, музея Willet-Holthuysen,в Rijksmuseum и в института „Instituut Collectie Nederland“. Някои от творбите ѝ са предложени на търг в Кристис.

## Отличия
- 1845 – става почетен член на Художествена академия Koninklijke Academie voor Beeldende Kunsten в Амстердам.
- 1862 – Получава златен медал „Levende Meisters“ в Амстердам за картината си „Юлски рози“

## Ученички
- Anna Adelaïde Abrahams (1849 – 1930)
- Christina Alida Blijdenstein (1823 – 1859)

## Избрани творби
- Натюрморт с плодове и орехи, 1833 г.
- Натюрморт с ябълки, праскова, грозде и цветя, 1845 г.
- Натюрморт с плодове – праскова, грозде, бял касис и един портокал, 1854 г.
- Юлски рози, 1862 г. – масло върху ленено платно
- Натюрморт с ябълки пред релефна стена, 1878 г.
- Рози и теменужки, 1883 г.
- Бели рози, китайски астри в гората, 1889 г.
- Рози в кошница, 1890 г.

- „Цветя“, 1872 г.
- „Ягоди и грозде в стъклена купа“, създадена между 1825 и 1880 г.
- „Артишок, рози и магнолии“, създадена 1876 г.
- „Лято. Натюрморт с цветя“, създадена между 1850 и 1884 г.